# Walter Gyssling
Walter Gyssling (* 18. März 1903 in München; † 14. Oktober 1980 in Zollikon) war ein deutscher und Schweizer Journalist.
Er war der Sohn der Opernsängerin Friederike, geb. Clossmann (1866–1945) und von Karl Walter Gyssling (1836–1903) eines Versicherungsdirektors und Chefingenieurs des Bayerischen Dampfkessel-Revisionsvereins. Er wurde protestantisch getauft und war ab 1923 konfessionslos. Von 1928 bis 1935 war er mit Lotte Balk (1904–1992), später mit Irma Wipf verheiratet. Seine Tochter ist Erika Klein (1929–2010), eine Journalistin in Deutschland.

## Werdegang
1917 trat er in das bayerische Kadettenkorps ein und wurde Berufsoffizier in der Bayerischen Armee. Er lernte den Soziologen Franz Müller-Lyer und den Historiker Ludwig Quidde kennen, entfremdete sich vom nationalliberalen Milieu seiner Familie, begrüßte er das Ende des Weltkriegs und die Revolution in München.
Von 1922 bis 1924 studierte er Rechtswissenschaft und Volkswirtschaft an der Friedrich-Schiller-Universität Jena und an der Ludwig-Maximilians-Universität München.
Mit seinem Jugendfreund George Hallgarten, organisierte er die Ortsgruppen des Kartells Republikanischer Studenten, um den völkisch-nationalistischen Tendenzen an den Universitäten entgegenzutreten. 1922 war er Schatzmeister des Kartells republikanischer Studenten in Leipzig und war Mitglied im Reichsbanner Schwarz-Rot-Gold.
Er absolvierte ein Volontariat bei der linksliberalen Allgemeinen Zeitung in München, die der Deutschen Demokratischen Partei nahestand, und verfolgte für das Blatt 1924 den Hitler-Prozess. Die Berichterstattung über den Prozess verursachte große Konflikte zwischen Redaktion und Verlagsgesellschaftern, an denen Gyßling aktiv beteiligt war. 1925 wechselte er als Redakteur zur Verlagsanstalt München-Pasing von Georg Osterkorn. Eingesetzt wurde er sowohl als Dokumentationsredakteur für das Zentralarchiv für Politik und Wirtschaft, einen Zeitungsausschnittsdienst mit verbundener Archivzeitschrift, als auch für die Korrespondenz Süddeutscher Zeitungsdienst (SZ), die in Bayern, Österreich, Tschechoslowakei und weiteren Balkanländern Abnehmer hatte. In den drei Jahren war er beim SZ zuerst Redakteur für deutsche Innenpolitik, dann für Außenpolitik und schließlich als Chef vom Dienst an der Schnittstelle von Redaktion und Technik für alle Arbeitsvorgänge beschäftigt. Gyßling wurde laut seiner Autobiographie explizit "als linker Flügelmann" geholt, um die politische Balance auszugleichen. Als Reporter reiste er wiederholt nach Süden, auch nach Jugoslawien, und berichtete in Genf über den Völkerbund. Er verließ die Redaktion, als der SZ neue Eigentümer bekam, die der rechtsliberalen Deutschen Volkspartei nahestanden und nach Gyßlings Darstellung den SZ stärker parteilich einspannen wollten, was er verweigerte.
1928 wurde er Chefredakteur der linksliberalen Regensburger Neueste Nachrichten. Seine vierköpfigen Redaktion, die von der Deutschen Demokratischen Partei finanziell gestützt wurde, konkurrierte mit drei andere Ortszeitungen. Die Krise der DDP beendete die Zuschüsse. Das Blatt änderte die Richtung, Gyßling musste gehen. Er verließ die Stadt, die er als provinziell, klerikal und reaktionär empfand.
Anschließend war Gyßling freier Journalist in Berlin. Zunächst schrieb er für die Abwehr-Blätter des Vereins zur Abwehr des Antisemitismus. Von 1930 bis 1933 war er leitender Mitarbeiter des Central-Vereins deutscher Staatsbürger jüdischen Glaubens  Büros zur Abwehr des Antisemitismus. Vor der Gründung des Büro Wilhelmstraße führte Gyssling im Auftrag des C.V. eine Reihe von Enquete-Reisen in Coburg und anderen Gebieten durch, in denen die Nazis besonders erfolgreich waren und berichtete darüber in der C. V. Zeitung und internen Denkschriften.
1929 trat er in die SPD ein. 1931 wurde von ihm Der Anti-Nazi: Handbuch im Kampf gegen die NSDAP veröffentlicht. Er publizierte Antinationalsozialistisches anonym.
Im März 1933 entwich er vor Verhaftung nach Basel, im Mai reiste er weiter nach Paris, wo er als Korrespondent für Schweizer sowie skandinavische Zeitungen arbeitete. Er Mitglied im Verband deutscher Journalisten im Ausland war zeitweise dessen Vorsitzender, engagierte er sich im linkssozialistischen Kreis der deutschen Exilgemeinde und pflegte Freundschaften mit Hellmut von Gerlach, Hans Venedey, Georg Bernhard, Leopold Schwarzschild, Hilde Walter, Walter Mehring, Walter Fabian, Paul Frölich und Erwin Ackerknecht. Am 20. April 1938 wurde er ausgebürgert, er verlor die Staatsangehörigkeit des Deutschen Reichs, war staatenlos. Von September 1939 bis Februar 1940 war Gyßling in Le Vernet interniert. Die Schweizer Botschaft in Paris intervenierte, worauf er vierzehn Tage freigelassen worden war. Er verfasste seine Autobiographie für einen Wettbewerb der Harvard University, den er vor seinem. 37. Geburtstag am 18. März 1940 absandte. Er wusste zwar von seiner Schweizer Herkunft von seinem Schweizer Bürgerrecht. Im Juli 1940 übersiedelte er nach Zürich, wo sein ererbtes Bürgerrechts anerkannt wurde. Er war für die Zeitung Völkerrecht und die Basler National-Zeitung tätig. 1941 trat er in die Sozialdemokratische Partei der Schweiz, später als Prestataire in den Schweizerischen Verband des Personals öffentlicher Dienste ein. Von 1944 bis 1945 war er Mitglied der Bewegung Freies Deutschland und sozialdemokratischer Vertreter im Vorstand. Von 1946 bis 1958 war er Korrespondent des Tages-Anzeigers in Paris. Er war Ehrenpräsident der Freigeistigen Vereinigung Zürich.

## Veröffentlichungen
- Der Anti-Nazi. Redner- und Pressematerial über die N.S.D.A.P. Deutscher Volksgemeinschaftsdienst, Berlin 1930 (mehrere Auflagen).
- mit Karl Hammer: Automation und Gewerkschaften (= Schweizerischer Verband des Personals öffentlicher Dienste – Schriften). Genossenschaftsbuchhandlung, Zürich 1958.
- Mein Leben in Deutschland vor und nach 1933 und Der Anti-Nazi: Handbuch im Kampf gegen die NSDAP. Herausgegeben und eingeleitet von Leonidas E. Hill. Mit einem Vorwort von Arnold Paucker. Donat Verlag, Bremen 2003. ISBN 3-934836-45-3.